# Девин Букер (кошаркаш, 1991)
Девин Букер (енгл. Devin Booker; Витмајер, 28. фебруар 1991) амерички је кошаркаш. Игра на позицији центра, а тренутно наступа за Бајерн Минхен.

## Каријера
Након студија на Клемсон универзитету, Букер је професионалну каријеру почео 2013. године у Француској где је прво наступао за Нанси а затим и за Бург и Елан Шалон. Наступајући за Елан Шалон у сезони 2015/16, Букер је добио награду за најкориснијег играча француске Про А лиге. У јулу 2016. је потписао за Бајерн Минхен. Провео је у Бајерну наредне три године и током тог периода је освојио две немачке Бундеслиге и један Куп. Уврштен је и у идеални тим Еврокупа за сезону 2017/18. Након Бајерна је две сезоне носио дрес руског Химкија. У јуну 2021. је потписао за Фенербахче. Након две сезоне у Фенербахчеу, Букер се вратио у Бајерн Минхен.

## Успеси

### Клупски
- Бајерн Минхен:
  - Првенство Немачке (2): 2017/18, 2018/19.
  - Куп Немачке (1): 2018.

- Фенербахче:
  - Првенство Турске (1): 2021/22.

### Појединачни
- Идеални тим Еврокупа — прва постава (1): 2017/18.
- Најкориснији играч француске Про А лиге (1): 2015/16.